# アリラングループ
アリラングループ（簡体字: 阿里郎组合）は中国の吉林省・朝鮮族出身の4人のポップ・グループで、メンバーの名前は金沢男（リーダー、1979年9月10日生まれ）・金潤吉・張晋佑・権赫である。グループの名称は、中国でもよく知られている朝鮮民謡の「アリラン」から取っている。
2002年にグループが結成されて、2003年はじめてのCD『阿里郎』（アリラン）を出し、独特の男性四部合唱のハーモニーで中国の朝鮮族のあいだだけでなく、中国全体でC-POP（現代中国流行歌曲）を歌うグループとして人気がある。 
海外へは、2003年に韓国でも公演し、そちらでCD『阿里郎』も出し、2009年11月の北朝鮮公演では十万人が押し掛けたという。  また中国国内では、中央電視台（CCTV）の中国中央電視台春節聯歓晩会（日本の大晦日のNHK紅白歌合戦に相当）にも連続出演している。

## ディスコグラフィー
次のようなCDが出版されている。 
- 阿里郎(アリラン) 『阿里郎 Arirang』 CD  (2003年)
- 阿里郎(アリラン) 『I'm Sorry！成人儀式三部曲』 CD  (2006年)
- 阿里郎(アリラン) 『四人五色』 CD  (2008年)

代表作は
- 『阿里郎』 (アリラン)
- 『桔梗謡』 (トラジ)
- 『情侶酒吧』 (恋人のバー)
- 『最愛』 (最愛)

## 参照項目
- C-POP
- 朝鮮族
- アリラン